# Hieracium macrochlorellum
Hieracium macrochlorellum es una especie de planta con flor del género Hieracium, de la familia Asteraceae, orden Asterales.

## Distribución
Hieracium macrochlorellum se distribuye por Rusia.

## Taxonomía
Fue descrita científicamente por Litw. y Zahn ex Üksip.